# Croesus
Ne doit pas être confondu avec Crésus.

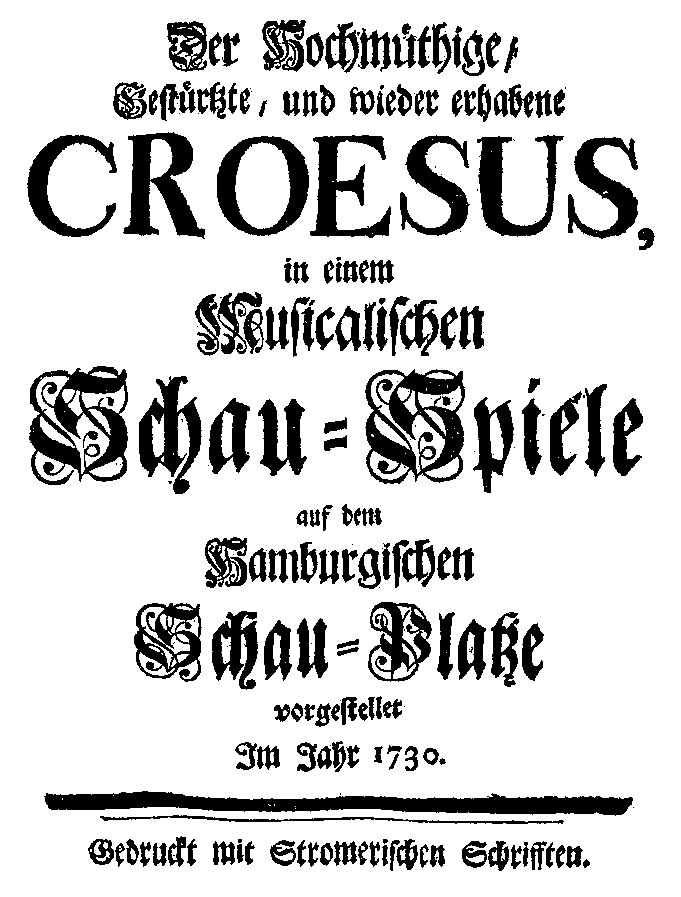
Reinhard Keiser - Croesus - page de titre du livret de 1730

Croesus (Der hochmütige, gestürzte und wieder erhabene Croesus) est un opéra en trois actes du compositeur allemand Reinhard Keiser, sur un livret de Lucas von Postel inspiré du drame de Nicolo Minato Creso, créé au Theater am Gänsemarkt de Hambourg en 1711.

## Distribution
- Croesus, roi de Lydie (ténor)
- Atis, son fils (soprano)
- Halimacus (contreténor)
- Orsanes (baryton)
- Eliates (ténor)
- Clerida (soprano)
- Elmira (soprano)
- Cyrus, roi de Perse (basse)
- Solon (baryton)
- Elcius (ténor)
- Trigeste (soprano)
- Un capitaine perse (baryton)

## Enregistrement
- Croesus de Reinhard Keiser ; Akademie für Alte Musik Berlin, dir. René Jacobs ; Dorothea Röschmann, Roman Trekel, Werner Güra, Klaus Häger, Johannes Mannov, Markus Schäfer, Salomé Haller, Kwangchul Youn, Graham Pushee, Brigitte Eisenfeld, Kurt Azesberger, Johanna Stojkovic, Jörg Gottschick ; RIAS-Kammerchor ; Knabensolisten Knabenchor Hannover ; 3 CD Harmonia Mundi, 2000 (OCLC 885376329)